# Nguyễn Thị Kim Chung
Nguyễn Thị Kim Chung với nghệ danh Kim Chung là một trong hai nữ nghệ sĩ guita hàng đầu ở Việt Nam hiện nay (tính đến năm 2021), được mệnh danh "nữ đệ nhất tremolo".
Kim Chung thường được nhắc đến do đã đoạt giải nữ guitar xuất sắc nhất cùng với giải người trình tấu tác phẩm Việt Nam hay nhất trong cuộc thi tài năng trẻ toàn quốc vào năm 1997 tại Thành phố Hồ Chí Minh, lúc mới 16 tuổi. Sau đó là những cuộc biểu diễn thành công ở nhiều thành phố lớn của Việt Nam và các album độc tấu guitar của mình.

## Tiểu sử
Kim Chung sinh ra trong một gia đình bố mẹ làm kinh doanh, nhưng yêu văn học - nghệ thuật, hầu hết anh chị em trong nhà đều biết chơi một nhạc cụ, lúc rảnh rỗi thường ngồi đàn hát với nhau. Từ nhỏ Kim Chung đã thích đàn và học đánh măngđôlin. Sau đó, Chung tự học guitar mà năm lớp 3 đã biểu diễn ở lớp. Lên lớp 6, mẹ Chung chính thức cho đi học đàn guitar với sự hướng dẫn của các thày Lê Vinh Phúc (ở cùng xóm) và Huỳnh Hữu Đan.
Đến năm 15 tuổi, Chung thi đỗ chính quy vào khoa guitar của Nhạc viện Thành phố Hồ Chí Minh, tuy nhiên hầu hết người thân phản đối vì còn nhiều nghề khác cho tương lai xán lạn hơn. Chỉ người mẹ chiều con gái nên vẫn đồng ý. Ở Nhạc viện, Chung được học với những  thầy giỏi như Phùng Tuấn Vũ, Huỳnh Hữu Đoan, Bùi Thế Dũng… và chỉ một năm sau đã đoạt một lúc ba giải trong cuộc thi Tài năng trẻ guitar toàn quốc (giải nhì toàn cuộc thi, giải "nữ guitarist" xuất sắc và giải biểu diễn nhạc phẩm Việt Nam xuất sắc nhất). 
Chung tốt nghiệp và được giữ lại trường làm giảng viên tại Nhạc viện Thành phố Hồ Chí Minh. Năm 2001, AECID (viết tắt của Agencia Española de Cooperación Internacional para el Desarrollo tức "Cơ quan hợp tác phát triển quốc tế Tây Ban Nha") cho Nhạc viện một học bổng nâng cao trình độ về guitar và Chung được Nhạc viện cho đi học. Tại Tây Ban Nha, Chung học tập tại Trường âm nhạc Josep Maria Ruera ở Granollers thuộc Barcelona, theo lớp của giáo sư Josep Henriquez. Hai năm sau, Chung đã được bằng cao học của Tây Ban Nha, bằng Master class guitar classic của Đức. Sau đó, Chung thi đỗ chương trình học "giáo trình nâng cao 50 tiết" của Nhạc viện Hoàng gia Madrid do giáo sư - nhạc sĩ José Luis Rodrigo, một học trò của huyền thoại Andrés Segovia dạy và được Nhạc viện đồng ý cho học tiếp. Chung còn theo học một khóa tại Viện Flamenco “Casa Patas” với giáo sư Paco Navarro và ngày 1-9-2003 đã có chứng chỉ biểu diễn Flamenco.
Cho đến năm 2006 - 2010, Chung là nữ nghệ sĩ guitar duy nhất ở Việt Nam đã phát hành đến năm album cá nhân. Về cô học trò cũ của mình, giảng viên Bùi Thế Dũng đã nhận xét: “Kim Chung là một trong những nghệ sĩ guitar nổi trội bởi tiếng đàn đằm thắm, từ nhỏ đã có kỹ thuật tremolo đều và tươi khó ai bì kịp”. 
Kim Chung đã có con trai là Nguyễn Hoàng Minh, khoảng 9 tuổi.

## Hoạt động
- Hoạt động chính của nghệ sĩ là giảng dạy guitar ở Nhạc viện Thành phố Hồ Chí Minh (hiện có 9 khoa), [12] không chạy “show” và có nhận dạy thêm ngoài giờ để trang trải cuộc sống cá nhân cũng như đáp ứng nhu cầu của những người ưa thích học guitar.[10]
- Các biểu diễn của nghệ sĩ chủ yếu là độc tấu nhạc cổ điển, như Study No.5 (F. Sor), Allegro (Sonate brillant op.15 - M.Guiliani), Prelude (Suite in A minor - J.S. Bach), Khúc nhạc chiều (F. Schubert), cũng như nhạc flamengo và nhiều nhạc phẩm Việt Nam.[7][13]
- Chung còn tham gia nhiều cuộc biểu diễn độc tấu, hòa tấu trong khuôn khổ giao lưu âm nhạc với giới yêu guitar ở Hà Nội, TP Hồ Chí Minh, v.v.
- Các album đã phát hành từ 2006 đến nay của Kim Chung gồm các CD với tên gọi: Hoài niệm về tremolo, Giấc mộng vườn hoa, Tiếng chuông bình minh và gần đây là Mắt biếc với các tình khúc của Ngô Thụy Miên, Trịnh Công Sơn, Phạm Duy… được các danh cầm Võ Tá Hân, Phùng Tuấn Vũ và chính Kim Chung chuyển soạn.[4][6]